# 普爾馬馬爾卡
23°44′0″S 65°29′0″W / 23.73333°S 65.48333°W

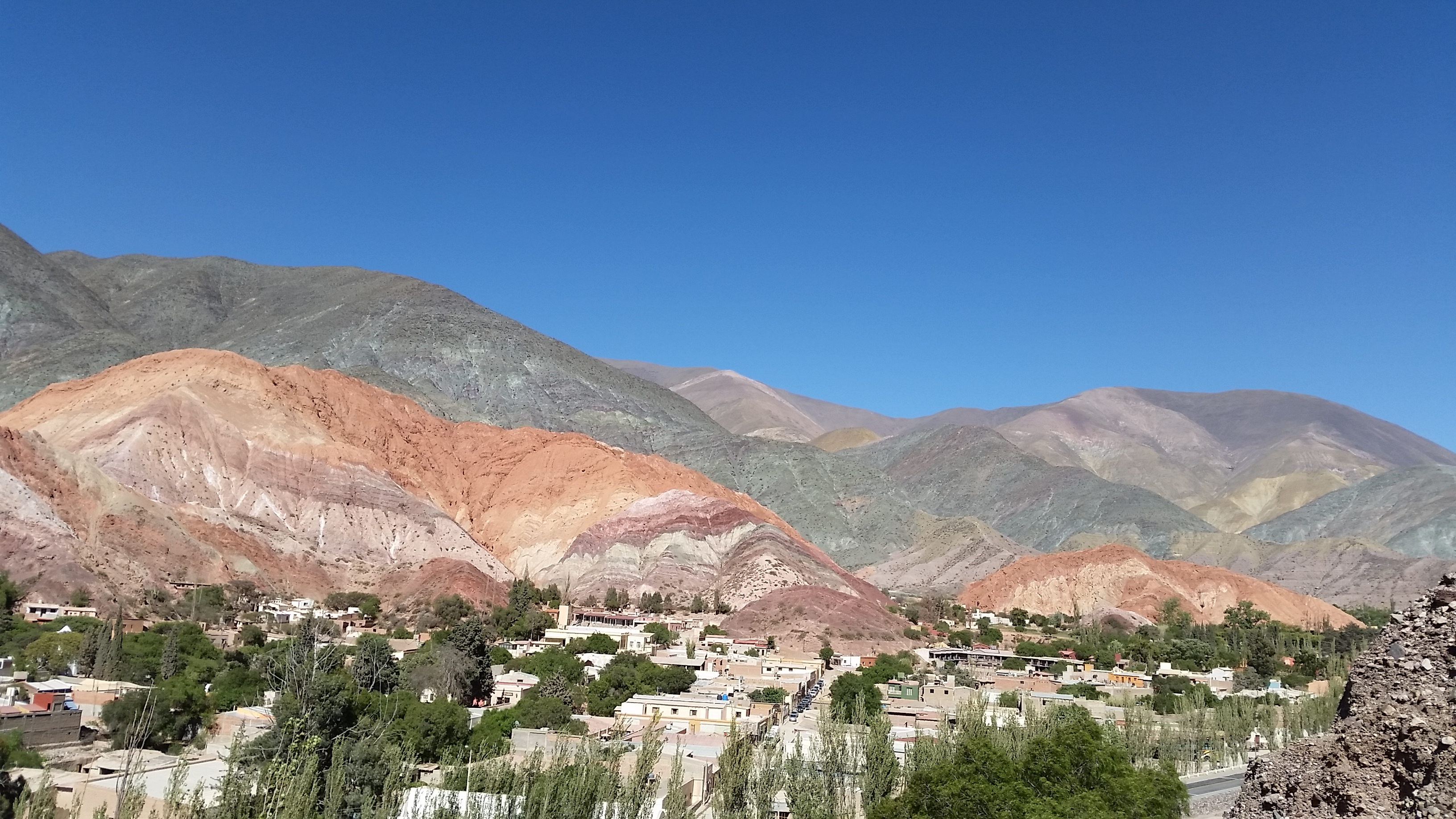
普爾馬馬爾卡

普爾馬馬爾卡（西班牙語：Purmamarca），是阿根廷的城鎮，位於該國西北部胡胡伊省，分別距離聖薩爾瓦多-德胡胡伊和蒂爾卡拉65公里和22公里，海拔高度2,324米，2001年人口2,089。